# Isaac Ntiamoah
Isaac Ntiamoah (ur. 27 października 1982 w Canberze) – australijski lekkoatleta, sprinter.
Medalista mistrzostw Australii. Był w składzie reprezentacji swojego kraju na mistrzostwa świata w Paryżu (2003), jednak jako rezerwowy zawodnik w sztafecie 4 x 100 metrów nie wystąpił ostatecznie podczas tych zawodów. W tej samej konkurencji był 4. podczas igrzysk Wspólnoty Narodów (2010), odpadł w eliminacjach na mistrzostwach świata (2011), a podczas igrzysk olimpijskich (2012) australijska sztafeta z Ntiamoahem na drugiej zmianie zajęła 7. miejsce, ustanawiając w eliminacjach rekord kontynentu (38,17).

## Rekordy życiowe
- bieg na 100 metrów – 10,35 (2012) / 10,14w (2011)
- bieg na 150 metrów – 15,34 (2010)
- bieg na 200 metrów – 20,97 (2013) / 20,3h (2012)